# Министерство объединения Республики Корея
Министерство объединения является ведомством правительства Южной Кореи, которая занимается различной деятельностью, направленной на воссоединение Кореи. Изначально оно было создано в 1969 году под названием Национальный совет объединения, при  правлении Пак Чон Хи. Он получил свой нынешний статус в 1998 году и сыграл важную роль в содействии межкорейскому диалогу, а также различным программам по обмену и сотрудничеству.
С 2011 года министром объединения является Лю Уик. Министерство состоит из одного отделения планирования и координации; трёх бюро разработки политики объединения, межкорейских обменов и гуманитарного содействия; одного спец бюро по работе над проектом Кэсонский промышленный комплекс ; и пяти аффилированных агентств: по разработке образовательной программы на тему корейского объединения, по межкорейскому диалогу , по транзиту между Югом и Севером, по поддержке в предоставлении жилища для  северокорейских перебежчиков и по межкорейской консультации в вопросах обмена и сотрудничества.
По данным сайта Министерства, его основные обязанности включают в себя следующие пункты:
1. Разработка политики для Северной Кореи: министерство координирует политику правительства Южной Кореи в отношении Северной Кореи и устанавливает и реализует долгосрочную политику по национальному объединению. Министерство поощряет участие общественности в данном процессе. Для  эффективности выполнения политики объединения, министерство проводит анализ политических, социально-экономические и военных аспектов Северной Кореи.
2. Координирование межкорейского диалога: как главный государственный орган налаживания контактов с Северной Кореей, Министерство Объединения координирует межкорейский диалог на всех уровнях: в политической, экономической, военной и гуманитарной областях.
3. Межкорейское сотрудничество: министерство устанавливает правила и процедуры для межкорейского экономического сотрудничества, включая те, которые регулируют туристические поездки из Южной Кореи на северокорейскую гору Кымгансан, Кэсонский промышленный комплекс, связывание Корейского полуострова автомобильными и железными дорогами и различные программы обмена в спортивной, культурной и научной областях.
4. Межкорейское гуманитарное сотрудничество: Министерство устанавливает и осуществляет политику по улучшению ситуации с правами человека в Северной Корее и решения вопросов касательно южнокорейских военнопленных и заложников. Кроме того, министерство направляет гуманитарную помощь в Северную Корею, воссоединяет разделенные семьи, осуществляет поддержку в предоставлении жилища для северокорейцев и в трансграничном бартере товаров и людей вдоль межкорейских автомобильных и железных дорог на восточном и западном побережьях.
5. Предоставление образовательной программы по объединению: Министерство выступает в качестве основного поставщика информации о Северной Корее для широкой публики и координирует функционирование различных видов образовательных программ по вопросам объединения.

## Официальная политика касательно Северной Кореи
Министерство недавно озвучило свою политику касательно Северной Кореи: "Политика взаимной выгоды и всеобщего процветания". Политика администрации Ли Мен Бакa касательно Северной Кореи направлена на улучшение межкорейских отношений ради взаимной выгоды и совместного процветания через прагматичный и ориентированный на результат подходы.

## Видение
1. Создание единого сообщества во имя мира: Оно будет способствовать ядерному разоружению Корейского полуострова, построению военного доверия между Южной и Северной Кореей и снижению напряженности на полуострове.
2. Создание сообщества всеобщего процветания:
3. Создание сообщества всеобщего счастья: Оно будет способствовать улучшению благосостояния 70 миллионов Южной и Северной Кореи путём решения гуманитарных вопросов между двумя Кореями и повышению качества жизни для всех корейцев.

## Директивы министерства
1. Содействие экономическому росту Северной Кореи.
2. Гласность
3. Окончательный мирный договор на основе Шестисторонних переговоров

## Основные задачи министерства
1. Искренний диалог
2. Поощрение разоружения
3. Взаимовыгодное экономическое сотрудничество
4. Социальные и культурные обмены
5. Решение отдельных вопросов семьи и приоритет на разрешение вопросов южнокорейских военнопленных и заложников.

Министерство также поддерживает работу различных неправительственных организаций и религиозных институтов. Так, Мун Сон Мён входит в состав Почетного комитета Министерства объединения. Мун Сон Мён известен своими северокорейскими инициативами, такими как строительство подводного тоннеля между Японией и Южной Кореей, запуск автомобилестроения, организация турпоездок в Северную Корею для разъединенных семей, культурный обмен, политические переговоры с должностными лицами Северной Кореи, включая Ким Ир Сена и Ким Чен Ира.

## См.также
- Разделение Кореи